# Glutatione-omocistina transidrogenasi
La glutatione-omocistina transidrogenasi è un enzima appartenente alla classe delle ossidoreduttasi, che catalizza la seguente reazione:
2 glutatione + omocistina ⇄ glutatione disolfuro + 2 omocisteina
Le reazioni catalizzate da questo enzima e da altri di questa subclasse possono essere simili a quelle catalizzate dalla glutatione trasferasi numero EC 2.5.1.18.